# Hannan
Hannan (阪南市 -shi) é uma cidade japonesa localizada na província de Osaka.
Em 2003 a cidade tinha uma população estimada em 58 465 habitantes e uma densidade populacional de 1 619,53 h/km². Tem uma área total de 36,10 km².
Recebeu o estatuto de cidade a 1 de Outubro de 1991.